# Берег
Берег (на унгарски: Bereg) е един от комитатите на Кралство Унгария с център град Берегсас.

## История
Създаден през XII век, през XIX век той се намира на североизточната граница на Унгария с областта Галиция, като граничи с комитатите Марамарош, Угоча, Сатмар, Саболч и Унг.
През 1910 година площта му е 3 786 квадратни километра, а населението – около 237 000 души, включително 43% русини, 33% унгарци, 14% евреи, 9% немци.
С Трианонския договор комитатът е разделен на две, като в границите на Унгария остават само най-югозападните му части (днес в област Саболч-Сатмар-Берег). Основната част от Берег е включена в Чехословакия, след Втората световна война е присъединена към Съветския съюз, а след неговото разпадане е в Закарпатска област на Украйна.